# Synode von Sutri
Als Synode von Sutri (genauer: Synode von Sutri von 1046) bezeichnet man eine Zusammenkunft geistlicher und weltlicher Würdenträger, die am 20. Dezember 1046 in Sutri in der Region Latium im heutigen Italien zwischen Vertretern des Reichs und der Kirche stattfand und Entscheidungen über die Legitimität der Päpste traf, die den deutschen König zum Kaiser krönen sollten. Ein zweites, in der Geschichtswissenschaft ebenfalls Synode von Sutri genanntes Treffen fand im Januar 1059 statt und befasste sich ebenfalls mit der Absetzung und Bestätigung konkurrierender Päpste. Beide Treffen stehen im Zusammenhang mit der Umsetzung der Kirchenreformen des 11. Jahrhunderts. Die Synode von 1046 gilt als historisches Stichdatum für deren Beginn.

## Synode von Sutri von 1046

### Ausgangslage
König Heinrich III. befand sich auf dem Weg nach Italien, um sich in Rom von Gregor VI. zum Kaiser krönen zu lassen. Nach Überschreitung der Alpen hielt er als erste Kirchenversammlung die Synode von Pavia ab, traf sich mit Gregor und erfuhr kurz danach von Gerüchten, wonach Papst Gregor durch Simonie (Ämterkauf) auf den Papststuhl gelangt sei. „Simonie“ bedeutete im Verständnis der im 11. Jahrhundert aufgekommenen mittelalterlichen Kirchenreformbewegung jegliche Gegenleistung, darunter auch Geld, die ein Begünstigter für die Einsetzung in ein kirchliches Amt erbracht oder angeboten hatte. Dies schloss auch bis dahin verbreitete und wenig anstößige Praktiken und Dienste ein, deren Austausch zu den Grundlagen der ottonischen und salischen Kirchenorganisation gehört hatten. Alles dies galt nun in den Augen der Kirchenreformer, die einen weiten Simoniebegriff zugrunde legten, als eine der schlimmsten Sünden, die ein kirchlicher Amtsträger begehen konnte, und machte die Amtsvergabe und Amtsausübung in ihren Augen illegitim und ungültig und die Schuldigen sogar zu Häretikern.

### Ablauf
Heinrich III. berief eine Bischofsversammlung nach Sutri ein, um die rivalisierenden Ansprüche der Päpste Benedikt IX. und Silvester III. zu klären und die Vorwürfe gegen Gregor VI. zu untersuchen. Ihm war sehr daran gelegen, von einem legitim amtierenden Papst zum Kaiser gekrönt zu werden, um keinerlei Zweifel an seiner Kaiserwürde aufkommen zu lassen. Der Ort Sutri wurde gewählt, da er direkt auf dem Weg Heinrichs III. nach Rom lag.
Im Verlauf der Verhandlungen, die am 20. Dezember 1046 begannen, wurde Gregor die Möglichkeit eingeräumt, sich gegen den Vorwurf der Simonie zu verteidigen. Gregor, dem Zeitgenossen Naivität bescheinigen, räumte während der Synode ein, an seinen noch lebenden Amtsvorgänger Benedikt IX. Abstandszahlungen geleistet zu haben, um ihn für den Amtsverzicht zu entschädigen, jedoch ohne böse Absicht. Er gab damit in den Augen der Ankläger den Vorwurf des Ämterkaufs zu und sah nun dem Verlust seiner Würde als Papst entgegen. Auf Druck der Cluniazenser, die die reformerische Doktrin der Simoniebekämpfung am vehementesten vertraten, wurde er für abgesetzt erklärt, entledigte sich selbst seiner päpstlichen Insignien und wurde nach Deutschland verbannt, was wohl als Vorsichtsmaßnahme gedacht war, um künftige Ansprüche auszuschließen. Gregor VI. wurde von Hildebrand, dem späteren Papst Gregor VII., der ihn verehrte und sich später nach ihm benannte, in seine Verbannung nach Köln begleitet.
Der vom römischen Adelsgeschlecht der Crescentier als Gegenpapst erhobene Silvester wurde im Verlauf der Synode von König Heinrich III. ebenfalls abgesetzt und ohne weitere Bestrafung zurück in sein Bistum Sabina geschickt. Der dritte Papst, der bereits abgetretene Benedikt IX., war in Sutri nicht erschienen. Nachdem sein eigentlicher Wunschkandidat Adalbert von Bremen die Würde ausgeschlagen hatte (und möglicherweise auf dessen Vorschlag), plante der König nun, den ebenfalls in seinem Gefolge reisenden Bischof Suitger von Bamberg als Papst einzusetzen, der ihn zum Kaiser krönen sollte.

### Fortsetzung
Direkt im Anschluss an die Kirchenversammlung in Sutri trat am 23. Dezember 1046 in Rom in der Peterskirche eine weitere Synode zusammen, die Benedikt IX. als dritten noch lebenden Papst absetzte. Außerdem wurde Heinrich III. der Titel eines Patricius Romanorum („Schutzherrn von Rom“) verliehen, womit er ein legitimes Vorschlagsrecht bei der Papstwahl erhielt und Suitger als neuen Papst benennen konnte. Der römische Klerus und das Volk stimmten der Entscheidung entsprechend den damaligen Papstwahlgepflogenheiten zu, sodass die Wahl als gültig vollzogen galt. Am darauf folgenden Tag wurde Suitger unter dem Papstnamen Clemens II. als Papst konsekriert und inthronisiert und krönte seinerseits Heinrich III. zum Kaiser.

### Ergebnis und Einordnung
Die Cluniazenser und ihre Anhänger sahen sich mit der Einsetzung eines Papstes, der nicht den lokalen Adelscliquen entstammte, in ihrem kirchenpolitischen Ziel einer radikalen „Säuberung“ des regierenden Episkopats und des Klerus bestärkt. Mit seinem Verhalten hatte der Kaiser das Übergreifen der innerkirchlichen Reformbewegung auf das bis dahin vom stadtrömischen Adel dominierte Papsttum ermöglicht. Der deutsche Papst Clemens II. gilt manchen Historikern wie dem Bamberger Georg Gresser, dessen Urteil nach Einschätzung seines Rezensenten Markus Knipp wohl auch lokalpatriotisch gefärbt ist, als der erste Reformpapst des Hochmittelalters. Allerdings war das Verhältnis des in den Strukturen der Reichskirche beheimateten und eng mit dem königlichen Hof verbundenen norddeutschen Klerikers zur Reformbewegung vielleicht auch weniger spannungsfrei, als es in der deutschen Geschichtsschreibung traditionell dargestellt wird. Jedenfalls folgten ihm eine Reihe weiterer, anfangs ausschließlich „deutscher“ Päpste, die ebenfalls als Vertreter der Kirchenreformbewegung auftraten oder sich deren Forderungen zu Eigen machten. Dies geschah zunächst im Einvernehmen, in späteren Phasen aber oft in scharfem Konflikt zum König oder Kaiser als höchstem weltlichen Herrscher. Neben der Bekämpfung der „Simonie“ und des so genannten „Nikolaitismus“ (Konkubinate von Klerikern) gehörte die Forderung nach der libertas ecclesiae, der Freiheit der Kirche von weltlichem Einfluss, zu den Kernanliegen der Reformer. Um seinetwillen löste Papst Gregor VII., einer der radikalsten Reformvertreter seiner Zeit, 1075 mit seinem Eintreten gegen die Laieninvestitur den so genannten Investiturstreit aus. Von Gregor und seinen Nachfolgern wurde die Freiheit der Kirche im Sinne einer Suprematie des Papsttums über die weltliche Gewalt gedeutet, was zu dem das Hochmittelalter prägenden Konflikt zwischen Papst und Kaiser führte.
Die Synode von Sutri (1046) gilt aus diesen Gründen als historischer Einschnitt und wird mitunter als der Beginn des Hochmittelalters betrachtet.

## Synode von Sutri von 1059
Diese Zusammenkunft im Januar 1059, an der Vertreter der Kaiserin Agnes, Heinrichs Witwe, und des römischen und deutschen Klerus teilnahmen, exkommunizierte den von der Reformpartei nicht anerkannten Tuskulanerpapst Benedikt X., einen Vertreter des römischen Stadtadels, und erkannte den von reformorientierten Kardinälen kurz zuvor gewählten Reformpapst Nikolaus II. an.